# 25276 Dimai
25276 Dimai (1998 VJ33) là một tiểu hành tinh vành đai chính được phát hiện ngày 15 tháng 11 năm 1998 bởi V. Goretti ở Pianoro.